# Cratere Parsons
Parsons è un cratere lunare di 41,12 km situato nella parte nord-orientale della faccia nascosta della Luna.
Prende il nome dallo scienziato Jack Parsons, fondatore del Jet Propulsion Laboratory ed inventore del primo combustibile solido per razzi spaziali.